# ジョン・フェイン (第9代ウェストモーランド伯爵)

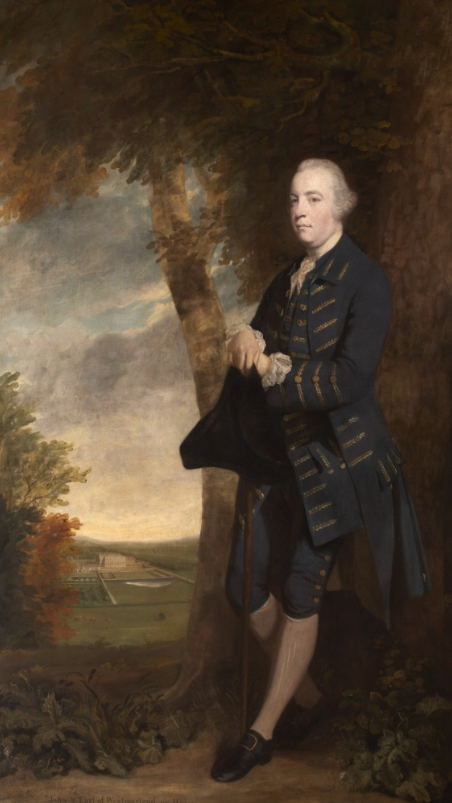
サー・ジョシュア・レノルズによる肖像画、1764年作。

第9代ウェストモーランド伯爵ジョン・フェイン（英語: John Fane, 9th Earl of Westmorland、1728年5月5日 – 1774年4月25日）は、グレートブリテン王国の貴族、庶民院議員。1762年から1771年までバーガーシュ卿の儀礼称号を使用した。

## 生涯
第8代ウェストモーランド伯爵トマス・フェインとエリザベス・スイマー（Elizabeth Swymmer、1708年8月 – 1782年11月12日、ウィリアム・スイマーの娘）の長男として、1728年5月5日に生まれ、5月22日にブリストルで洗礼を受けた。1739年から1745年までウェストミンスター・スクールで教育を受けた。
1760年から1762年までCommissioner of Taxesを務めた。1762年12月にライム・レジス選挙区で庶民院議員に当選した。議会では政府を支持したが、発言の記録はなかったという。1769年7月3日、ケンブリッジ大学よりLL.D.の学位を授与された。1771年11月25日に父が死去すると、ウェストモーランド伯爵位を継承した。
1774年4月25日に病死、5月3日にウェストベリー＝オン＝トリムで埋葬された。長男ジョンが爵位を継承した。

## 家族
1758年3月26日、オーガスタ・バーティー（Augusta Bertie、1766年2月4日没、初代アンカスター＝ケスティーヴァン公爵ロバート・バーティーの息子モンタギューの娘）と結婚、2男1女をもうけた。
- ジョン（1759年1月1日 – 1841年12月15日） - 第10代ウェストモーランド伯爵[1]
- トマス（1760年7月6日 – 1807年） - 1789年、アン・ロー（Anne Lowe）と結婚、子供あり
- オーガスタ（1761年9月18日 – 1838年3月6日） - 1781年7月12日、初代ロンズデール伯爵ウィリアム・ラウザー（英語版）と結婚、子供あり

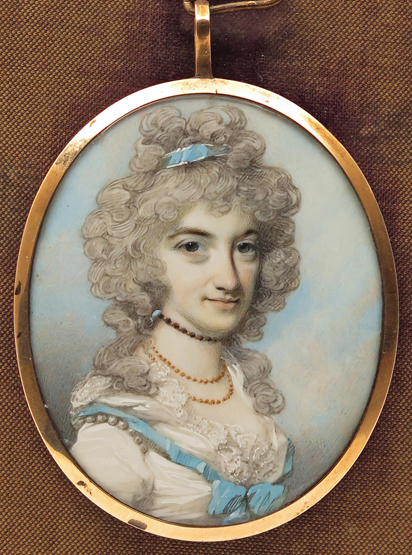
2人目の妻スーザン・ゴードン、1770年頃。

1767年5月28日、スーザン・ゴードン（1746年頃 – 1814年12月11日、第3代ゴードン公爵コスモ・ジョージ・ゴードンの娘）と再婚、3女を儲けた。
- スーザン（1768年10月3日 – 1793年3月8日） - 1788年、ジョン・ドラモンド（John Drummond、1836年没）と結婚、子供あり
- エリザベス（1770年1月7日 – 1844年5月19日） - 1790年9月4日、初代準男爵ジョン・ラウザー（英語版）と結婚、子供あり
- メアリー（1772年9月19日 – 1855年6月27日） - 1792年1月16日、ジョージ・フラッダイア（George Fludyer）と結婚、子供あり